# Ursula Hemetek

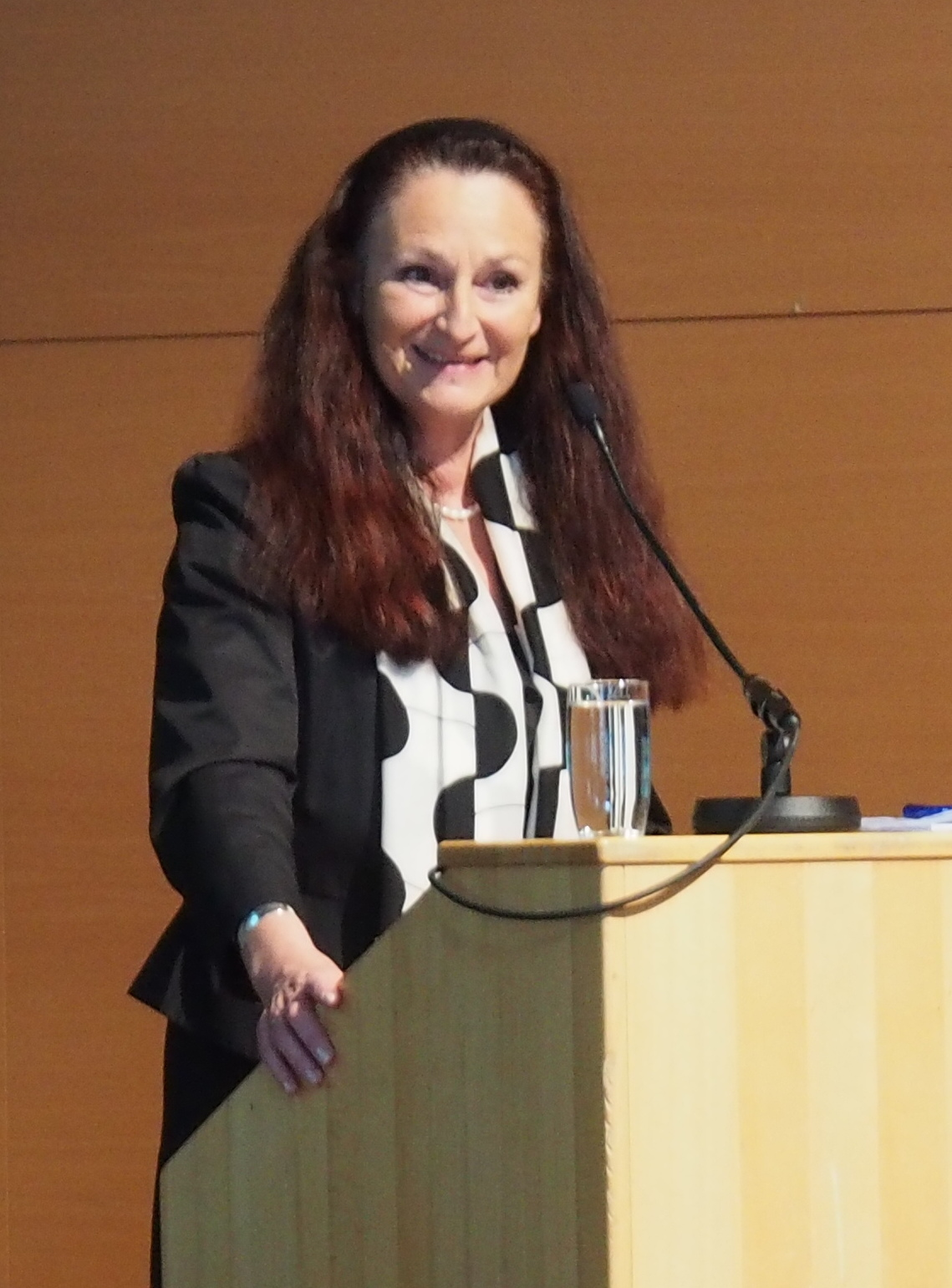
Ursula Hemetek, 2014

Ursula Hemetek (* 1956 in Wien oder Niederösterreich) ist eine österreichische Musikethnologin. Sie ist außerordentliche Professorin am Institut für Volksmusikforschung und Ethnomusikologie an der Universität für Musik und darstellende Kunst Wien.

## Werdegang
Hemetek studierte vergleichende Musikwissenschaft am Institut für Musikwissenschaft an der Universität Wien, wo sie 1987 bei Franz Födermayr zum Thema Hochzeitsliedern der burgenlandkroatischen Gemeinde Stinatz zur Dr. phil. promoviert wurde. 1987 wurde sie vom damaligen Institutsleiter Walter Deutsch als Projektmitarbeiterin ans Institut für Volksmusikforschung an der Hochschule für Musik und darstellende Kunst geholt. 2001 erfolgte ihre Habilitation in Musikwissenschaft (Ethnomusikologie) an der Universität Wien zur Musik der ethnischen und religiösen Minderheiten in Österreich. Von 2011 bis 2022 war sie Institutsleiterin des Instituts für Volksmusikforschung und Ethnomusikologie an der Universität für Musik und darstellende Kunst Wien. Von 2013 bis 2022 war sie stellvertretende Vorsitzende des Senats der Universität für Musik und darstellende Kunst Wien. Von 2017 bis 2021 war sie Generalsekretärin des ICTM (International Council for Traditional Music).

## Wirken
Ursula Hemeteks zentrales Forschungsgebiet ist die Musik von Minderheiten. Sie ist maßgeblich an der Etablierung der Fachrichtung im internationalen ethnomusikologischen Diskurs beteiligt. Sie war stark in die Gründung der  ICTM (International Council for Traditional Music) Study Group „Music and Minorities“ involviert, deren Vorsitz sie bis zur Übernahme des ICTM Generalsekretariats 2017 innehatte.
Hemetek forscht zur Musik von Minderheiten in Österreich, insbesondere der Roma, der burgenländischen Kroaten und der Bosnier in Wien. Diesen Fokus setzt sie auch in ihrer Lehrtätigkeit. Sie schuf den Minderheitenschwerpunkt am Institut für Volksmusikforschung und Ethnomusikologie und unterrichtet an mehreren österreichischen Universitäten zu ihrem Thema. Hemeteks Wirken hat auch eine gesellschaftspolitische Dimension. Ihre Forschungen entsprechen einem Ansatz des Empowerments marginalisierter Gruppen. Sie engagiert sich in Kultur- und Öffentlichkeitsarbeit im interkulturellen Bereich, lange Jahre war sie Obfrau der „Initiative Minderheiten“.
Seit 2019 leitet sie das von ihr mit den finanziellen Mitteln des Wittgensteinpreises gegründete „Music and Minorities Research Center“ (MMRC) an der Universität für Musik und darstellende Kunst Wien. 2021 erschien der erste Jahrgang des von ihr begründeten und herausgegebenen Open-Access-Journals Music & Minorities.

## Auszeichnungen
1991 erhielt sie den Förderungspreis der Stadt Wien für Kulturarbeit im Minderheitenbereich, 2000 den Volkskulturpreis des Bundesministeriums für Bildung, Wissenschaft und Kultur und 2007 das Silberne Ehrenzeichen für Verdienste um die Republik Österreich. 2018 wurde sie gemeinsam mit dem Informatiker und Mathematiker Herbert Edelsbrunner mit dem mit je 1,4 Millionen Euro dotierten Wittgenstein-Preis ausgezeichnet. 2022 erhielt sie vom Senat der Universität für Musik und darstellende Kunst Wien die Verdienstmedaille in Gold für besonders herausragende Verdienste um die Universität. Im selben Jahr wurde sie anlässlich ihrer Pensionierung als außerordentliche Universitätsprofessorin zum Ehrenmitglied des Instituts für Volksmusikforschung und Ethnomusikologie an der Universität für Musik und darstellende Kunst Wien ernannt.

## Ausgewählte Schriften
- Kroatisch Singen, deutsch reden. Musik als Überlebensstrategie ethnischer Minderheiten. In: Werner Holzer, Rainer Münz (Hrsg.): Trendwende? Sprache und Ethnizität im Burgenland. Passagen-Verlag, Wien 1993, ISBN 3-85165-051-4, S. 177–191.
- mit Emil Lubej (Hrsg.): Echo der Vielfalt: Traditionelle Musik von Minderheiten/ethnischen Gruppen. = Echoes of diversity. Traditional music of ethnic groups/minorities. (= Schriften zur Volksmusik. 16). Böhlau, Wien 1997.
- Šunen, šunen, Romalen (Listen, Listen, Roma): Reception of Lovari Songs – A Cultural Misunderstanding? In: The World of Music. Band 39, Nr. 2, 1997, S. 97–110.
- mit Sofija Bajrektarević: Bosnische Musik in Österreich. Klänge einer bedrohten Harmonie. (= Klanglese. 1). Inst. für Volksmusikforschung, Wien 2000.
- Mosaik der Klänge. Musik der ethnischen und religiösen Minderheiten in Österreich. (= Schriften zur Volksmusik. Band 20). Habilitationsschrift. Böhlau, Wien/ Köln/ Weimar 2001.
- mit Anna Czekanowska, Gerda Lechleitner u. a.: Manifold identities. Studies on music and minorities ; [proceedings of the 2nd meeting of the Study Group Music and Minorities of the International Council for Traditional Music (ICTM), Lublin, Poland, 2002]. 1. Auflage. Cambridge Scholars Press, Amersham 2004, ISBN 1-904303-37-4.
- Das „Eigene“ und das „Fremde“ anhand des Minderheitenschwerpunktes des Instituts für Volksmusikforschung und Ethnomusikologie. In: Gerd Grupe (Hrsg.): Musikethnologie und Volksmusikforschung in Österreich: Das ‚Fremde’ und das ‚Eigene’? (= Musikethnologische Sammelbände. 20). Shaker Verlag, Aachen 2005, S. 117–135.
- Applied Ethnomusicology in the Process of the Political Recognition of a Minority: A Case Study of the Austrian Roma. In: 2006 Yearbook for Traditional Music. Vol. 38, S. 35–57.
- als Hrsg.: Die andere Hymne. Minderheitenstimmen aus Österreich ; ein Projekt der Initiative Minderheiten. Verlag d. Österr. DialektautorInnen Inst. für Regionale Sprachen u. Kulturen - IDI Austria (Ö!-Box, 1), Wien 2006, ISBN 3-900357-10-2.
- mit Adelaida Reyes (Hrsg.): Cultural Diversity in the Urban Area: Explorations in Urban Ethnomusicology. (= klanglese. 4). Institut für Volksmusikforschung und Ethnomusikologie, Wien 2007.
- Unexpected Musical Worlds of Vienna: Immigration and Music. In: Maria de Sao Jose Corte-Real (Hrsg.): Migracoes. Journal of the Portugueses Immigration Observatory special issue Music and Migration. Lissabon, 7. Oktober 2010, S. 115–138.
- The Music of Minorities in Austria: Conflict and Intercultural Strategies. In: Klisala Harrison, Elisabeth Mackinlay, Svanibor Pettan (Hrsg.): Applied Ethnomusicology: Historical and Contemporary Approaches. Cambridge Scholars Publishing, 2010, S. 182–199.
- Die Rolle der Braut bei Hochzeiten in Minderheitenkulturen. Gender-Aspekte in der Ethnomusikologie. In: Andrea Ellmeier, Doris Ingrisch, Claudia Walkensteiner-Preschl (Hrsg.): Screenings. Wissen und Geschlecht in Musik, Theater, Film. (= mdw Gender Wissen. Band 1). Böhlau, Wien/ Köln/ Weimar 2010, S. 59–90.
- Bi-Musikalität und interkultureller Dialog. Bestandsaufnahme zum „bi-musikalischen“ Potential der Studierenden der Universität für Musik und darstellende Kunst Wien. Ein Bericht. In: Jahrbuch des Österreichischen Volksliedwerks. Band 60, 2011, S. 188–199.
- Unexpected Musical Worlds of Vienna: Immigration and Music in Urban Centres. In: Urban People/Lidé města. Band 14, Nr. 2, 2012, S. 267–292 (lidemesta.cuni.cz)
- Applied Ethnomusicology as an Intercultural Tool: Some Experiences from the Last 25 Years of Minority Research in Austria. In: Svanibor Pettan, Jeff Todd Titon (Hrsg.): The Oxford Handbook of Applied Ethnomusicology. Oxford University Press, Oxford 2015, ISBN 978-0-19-935170-1, doi:10.1093/oxfordhb/9780199351701.013.10.
- Music of Minorities – ‘The Others from Within’? On Terminology and the History of Research in Austria. In: Musicologica austriaca. 2015. (musau.org)
- mit Daliah Hindler, Harald Huber, Therese Kaufmann, Isolde Malmberg und Hande Sağlam (Hrsg.): Transkulturelle Erkundungen: Wissenschaftlich-künstlerische Perspektiven. Böhlau, Wien 2018, ISBN 978-3-205-20517-3, doi:10.7767/9783205232704.
- mit Marko Kölbl und Hande Sağlam (Hrsg.): Ethnomusicology Matters: Influencing Social and Political Realities. Böhlau, Wien 2019, ISBN 978-3-205-23286-5, doi:10.7767/9783205232872.
- „Die Macht der Musik für die Schaffung einer gerechteren Gesellschaft nutzen“: Zur Entwicklung der ethnomusikologischen Minderheitenforschung. In: europa ethnica. Band 78, Nr. 1+2, 2021, S. 55–64, doi:10.24989/0014-2492-2021-12-55.